# Fira de cavalls
Fira de cavalls és una pintura a l'oli sobre llenç de la pintora francesa Rosa Bonheur –una apassionada dels animals– dels voltants de l'any 1853. Ha estat a la col·lecció del Metropolitan Museum of Art de Nova York des del 1887, quan fou regalada per Cornelius Vanderbilt II.
Bonheur pintà Fira de cavalls dins d'una sèrie d'esbossos que feu al mercat de cavalls de París al boulevard de l'Hôpital. Va anar al mercat dos cops per setmana durant un any i mig vestida com un home per atreure menys l'atenció: va obtenir un permís especial de la policia (permission de travestissement) que li permetia dur pantalons en actes públics. Primer exposà l'obra al Saló de París l'any 1853 i, posteriorment, arreu d'Europa. Fou l'obra més aclamada de Bonheur, i està descrita pel museu com una de les seves millors pintures.